# Караджа
Караджа́, Кара́-Аджи́ (крим. Qara Acı) — маловодна балка в Україні у Євпаторійському районі Автономної Республіки Крим, на Тарханкутському півострові (басейн Чорного моря).

## Опис
Довжина балки (річки) 9,5 км, площа басейну водозбору 38,1 км², найкоротша відстань між витоком і гирлом — 9,37 км, коефіцієнт звивистості річки — 1,01.

## Розташування
Бере початок на південно-східній стороні від села Красносільське (до 1944 року — Кунан, крим. Qunan) на південно-західних схилах Тарханкутської височини. Тече переважно на південний захід і в селі Оленівка (до 1944 року — Кара-Аджи, крим. Qara Acı) впадає в озеро Лиман.

## Цікаві факти
- Від витоку балки на північно-східній стороні на відстані приблизно 8 км розташована сучасна Тарханкутська ВЕС[2][4].
- Біля села Оленівка через піщаний пляж лежить Караджинська бухта[5].
- У минулому столітті навколо балки існувало багато водяних млинів[5].
- На південно-західній стороні від гирла балки розташований Тарханкутський маяк[6].
- На лівому березі балки у пригирловій частині неподалік розташований національний природний парк Чарівна гавань[4][2].